# TD Waterhouse Cup 2002 - Qualificazioni singolare
Le qualificazioni del singolare  del TD Waterhouse Cup 2002 sono state un torneo di tennis preliminare per accedere alla fase finale della manifestazione. I vincitori dell'ultimo turno sono entrati di diritto nel tabellone principale. In caso di ritiro di uno o più giocatori aventi diritto a questi sono subentrati i lucky loser, ossia i giocatori che hanno perso nell'ultimo turno ma che avevano una classifica più alta rispetto agli altri partecipanti che avevano comunque perso nel turno finale.
Le qualificazioni del torneo TD Waterhouse Cup  2002 prevedevano 48 partecipanti di cui 6 sono entrati nel tabellone principale.

## Teste di serie
1. Attila Sávolt (ultimo turno)
2. Karol Kučera (secondo turno)
3. Feliciano López (Qualificato)
4. Raemon Sluiter (ultimo turno)
5. Paul-Henri Mathieu (secondo turno)
6. Francisco Clavet (ultimo turno)

1. Nikolaj Davydenko (secondo turno)
2. Jürgen Melzer (ultimo turno)
3. Alexander Popp (Qualificato)
4. Irakli Labadze (ultimo turno)
5. Sargis Sargsian (secondo turno)
6. Sargis Sargsian (secondo turno)

## Qualificati
1. Kevin Kim
2. Ramón Delgado
3. Feliciano López

1. Alexander Popp
2. Paul Hanley
3. Magnus Norman

## Tabellone

### Legenda
| - Q = Qualificato - WC = Wild card - LL = Lucky loser | - ALT = Alternate - SE = Special Exempt - PR = Protected Ranking | - w/o = Walkover - r = Ritirato - d = Squalificato |

### Sezione 1
|  | Primo turno   | Primo turno     | Primo turno     | Primo turno | Primo turno |  |  | Secondo turno | Secondo turno   | Secondo turno   | Secondo turno | Secondo turno |   |   | Ultimo turno | Ultimo turno  | Ultimo turno  | Ultimo turno | Ultimo turno |  |
|  |               |                 |                 |             |             |  |  |               |                 |                 |               |               |   |   |              |               |               |              |              |  |
|  |               |                 |                 |             |             |  |  |               |                 |                 |               |               |   |   |              |               |               |              |              |  |
|  |               |                 |                 |             |             |  |  | 1             | Attila Sávolt   | 6               | 2             | 6             |   |   |              |               |               |              |              |  |
|  | Harel Levy    | Harel Levy      | Harel Levy      | 6           | 0           |  |  |               | Harel Levy      | 3               | 6             | 3             |   |   |              |               |               |              |              |  |
|  | Alun Jones    | Alun Jones      | Alun Jones      | 4           | 1r          |  |  |               |                 |                 |               |               |   |   | 1            | Attila Sávolt | Attila Sávolt | 1            | 4            |  |
|  | Kevin Kim     | Kevin Kim       | Kevin Kim       | 6           | 6           |  |  |               |                 |                 | Kevin Kim     | Kevin Kim     | 6 | 6 |              |               |               |              |              |  |
|  | Gabriel Trifu | Gabriel Trifu   | Gabriel Trifu   | 2           | 2           |  |  |               | Kevin Kim       | Kevin Kim       | 7             | 6             |   |   |              |               |               |              |              |  |
|  | 11            | Sargis Sargsian | Sargis Sargsian | 7           | 7           |  |  | 11            | Sargis Sargsian | Sargis Sargsian | 62            | 4             |   |   |              |               |               |              |              |  |
|  |               | Jim Thomas      | Jim Thomas      | 5           | 68          |  |  |               |                 |                 |               |               |   |   |              |               |               |              |              |  |

### Sezione 2
|  | Primo turno      | Primo turno      | Primo turno      | Primo turno | Primo turno |  |  | Secondo turno | Secondo turno | Secondo turno | Secondo turno | Secondo turno |   |    | Ultimo turno | Ultimo turno  | Ultimo turno | Ultimo turno | Ultimo turno |  |
|  |                  |                  |                  |             |             |  |  |               |               |               |               |               |   |    |              |               |              |              |              |  |
|  |                  |                  |                  |             |             |  |  |               |               |               |               |               |   |    |              |               |              |              |              |  |
|  |                  |                  |                  |             |             |  |  | 2             | Karol Kučera  | Karol Kučera  | 3             | 5             |   |    |              |               |              |              |              |  |
|  | Ramón Delgado    | Ramón Delgado    | Ramón Delgado    | 6           | 6           |  |  |               | Ramón Delgado | Ramón Delgado | 6             | 7             |   |    |              |               |              |              |              |  |
|  | Robin Söderling  | Robin Söderling  | Robin Söderling  | 1           | 1           |  |  |               |               |               |               |               |   |    |              | Ramón Delgado | 3            | 6            | 3            |  |
|  | Ben Ellwood      | Ben Ellwood      | Ben Ellwood      | 7           | 6           |  |  |               |               | 8             | Jürgen Melzer | 6             | 1 | 0r |              |               |              |              |              |  |
|  | František Čermák | František Čermák | František Čermák | 62          | 4           |  |  |               | Ben Ellwood   | Ben Ellwood   | 3             | 4             |   |    |              |               |              |              |              |  |
|  |                  |                  |                  |             |             |  |  | 8             | Jürgen Melzer | Jürgen Melzer | 6             | 6             |   |    |              |               |              |              |              |  |
|  |                  |                  |                  |             |             |  |  |               |               |               |               |               |   |    |              |               |              |              |              |  |

### Sezione 3
|  | Primo turno        | Primo turno        | Primo turno        | Primo turno | Primo turno |  |  | Secondo turno | Secondo turno   | Secondo turno | Secondo turno  | Secondo turno  |   |   | Ultimo turno | Ultimo turno    | Ultimo turno    | Ultimo turno | Ultimo turno |  |
|  |                    |                    |                    |             |             |  |  |               |                 |               |                |                |   |   |              |                 |                 |              |              |  |
|  |                    |                    |                    |             |             |  |  |               |                 |               |                |                |   |   |              |                 |                 |              |              |  |
|  |                    |                    |                    |             |             |  |  | 3             | Feliciano López | 4             | 7              | 6              |   |   |              |                 |                 |              |              |  |
|  | Petr Luxa          | Petr Luxa          | Petr Luxa          | 6           | 6           |  |  |               | Petr Luxa       | 6             | 63             | 4              |   |   |              |                 |                 |              |              |  |
|  | Juan-Ignacio Cerda | Juan-Ignacio Cerda | Juan-Ignacio Cerda | 2           | 4           |  |  |               |                 |               |                |                |   |   | 3            | Feliciano López | Feliciano López | 6            | 6            |  |
|  | Amir Hadad         | Amir Hadad         | 1                  | 7           | 6           |  |  |               |                 | 10            | Irakli Labadze | Irakli Labadze | 2 | 3 |              |                 |                 |              |              |  |
|  | Michael Quintero   | Michael Quintero   | 6                  | 63          | 4           |  |  |               | Amir Hadad      | 4             | 6              | 3              |   |   |              |                 |                 |              |              |  |
|  | 10                 | Irakli Labadze     | Irakli Labadze     | 6           | 6           |  |  | 10            | Irakli Labadze  | 6             | 1              | 6              |   |   |              |                 |                 |              |              |  |
|  |                    | Kyle Kliegerman    | Kyle Kliegerman    | 1           | 1           |  |  |               |                 |               |                |                |   |   |              |                 |                 |              |              |  |

### Sezione 4
|  | Primo turno         | Primo turno         | Primo turno         | Primo turno | Primo turno |  |  | Secondo turno | Secondo turno  | Secondo turno  | Secondo turno  | Secondo turno  |   |   | Ultimo turno | Ultimo turno   | Ultimo turno   | Ultimo turno | Ultimo turno |  |
|  |                     |                     |                     |             |             |  |  |               |                |                |                |                |   |   |              |                |                |              |              |  |
|  |                     |                     |                     |             |             |  |  |               |                |                |                |                |   |   |              |                |                |              |              |  |
|  |                     |                     |                     |             |             |  |  | 4             | Raemon Sluiter | 6              | 3              | 6              |   |   |              |                |                |              |              |  |
|  | Leoš Friedl         | Leoš Friedl         | Leoš Friedl         | 6           | 6           |  |  |               | Leoš Friedl    | 3              | 6              | 3              |   |   |              |                |                |              |              |  |
|  | Mashiska Washington | Mashiska Washington | Mashiska Washington | 4           | 2           |  |  |               |                |                |                |                |   |   | 4            | Raemon Sluiter | Raemon Sluiter | 3            | 2            |  |
|  | Paul Goldstein      | Paul Goldstein      | Paul Goldstein      | 6           | 6           |  |  |               |                | 9              | Alexander Popp | Alexander Popp | 6 | 6 |              |                |                |              |              |  |
|  | Andreas Vinciguerra | Andreas Vinciguerra | Andreas Vinciguerra | 4           | 3           |  |  |               | Paul Goldstein | Paul Goldstein | 4              | 63             |   |   |              |                |                |              |              |  |
|  |                     |                     |                     |             |             |  |  | 9             | Alexander Popp | Alexander Popp | 6              | 7              |   |   |              |                |                |              |              |  |
|  |                     |                     |                     |             |             |  |  |               |                |                |                |                |   |   |              |                |                |              |              |  |

### Sezione 5
|  | Primo turno        | Primo turno        | Primo turno        | Primo turno | Primo turno |  |  | Secondo turno | Secondo turno      | Secondo turno      | Secondo turno      | Secondo turno      |    |   | Ultimo turno | Ultimo turno | Ultimo turno | Ultimo turno | Ultimo turno |  |
|  |                    |                    |                    |             |             |  |  |               |                    |                    |                    |                    |    |   |              |              |              |              |              |  |
|  |                    |                    |                    |             |             |  |  |               |                    |                    |                    |                    |    |   |              |              |              |              |              |  |
|  |                    |                    |                    |             |             |  |  | 5             | Paul-Henri Mathieu | Paul-Henri Mathieu | Paul-Henri Mathieu |                    |    |   |              |              |              |              |              |  |
|  | Paul Hanley        | Paul Hanley        | Paul Hanley        | 6           | 6           |  |  |               | Paul Hanley        | Paul Hanley        | Paul Hanley        | W-O                |    |   |              |              |              |              |              |  |
|  | Jason Marshall     | Jason Marshall     | Jason Marshall     | 2           | 2           |  |  |               |                    |                    |                    |                    |    |   | Paul Hanley  | Paul Hanley  | Paul Hanley  | 7            | 6            |  |
|  | John-Paul Fruttero | John-Paul Fruttero | John-Paul Fruttero | 6           | 6           |  |  |               |                    | John-Paul Fruttero | John-Paul Fruttero | John-Paul Fruttero | 63 | 3 |              |              |              |              |              |  |
|  | Michael Tebbutt    | Michael Tebbutt    | Michael Tebbutt    | 4           | 4           |  |  |               | John-Paul Fruttero | John-Paul Fruttero | 6                  | 6                  |    |   |              |              |              |              |              |  |
|  | 12                 | Antony Dupuis      | Antony Dupuis      | 6           | 6           |  |  | 12            | Antony Dupuis      | Antony Dupuis      | 4                  | 3                  |    |   |              |              |              |              |              |  |
|  |                    | Scott Humphries    | Scott Humphries    | 4           | 2           |  |  |               |                    |                    |                    |                    |    |   |              |              |              |              |              |  |

### Sezione 6
|  | Primo turno      | Primo turno      | Primo turno      | Primo turno | Primo turno |  |  | Secondo turno | Secondo turno     | Secondo turno     | Secondo turno | Secondo turno |   |   | Ultimo turno | Ultimo turno     | Ultimo turno     | Ultimo turno | Ultimo turno |  |
|  |                  |                  |                  |             |             |  |  |               |                   |                   |               |               |   |   |              |                  |                  |              |              |  |
|  |                  |                  |                  |             |             |  |  |               |                   |                   |               |               |   |   |              |                  |                  |              |              |  |
|  |                  |                  |                  |             |             |  |  | 6             | Francisco Clavet  | Francisco Clavet  | 6             | 3             |   |   |              |                  |                  |              |              |  |
|  | Maximilian Abel  | Maximilian Abel  | 65               | 6           | 7           |  |  |               | Maximilian Abel   | Maximilian Abel   | 4             | 0r            |   |   |              |                  |                  |              |              |  |
|  | Daniel Willman   | Daniel Willman   | 7                | 1           | 5           |  |  |               |                   |                   |               |               |   |   | 6            | Francisco Clavet | Francisco Clavet | 3            | 4            |  |
|  | Magnus Norman    | Magnus Norman    | Magnus Norman    | 6           | 6           |  |  |               |                   |                   | Magnus Norman | Magnus Norman | 6 | 6 |              |                  |                  |              |              |  |
|  | Prakash Amritraj | Prakash Amritraj | Prakash Amritraj | 2           | 2           |  |  |               | Magnus Norman     | Magnus Norman     | 6             | 6             |   |   |              |                  |                  |              |              |  |
|  |                  |                  |                  |             |             |  |  | 7             | Nikolaj Davydenko | Nikolaj Davydenko | 3             | 3             |   |   |              |                  |                  |              |              |  |
|  |                  |                  |                  |             |             |  |  |               |                   |                   |               |               |   |   |              |                  |                  |              |              |  |